# Jelonki (Jelenin)
Jelonki – kolonia wsi Jelenin w Polsce, położona w województwie zachodniopomorskim, w powiecie gryfińskim, w gminie Chojna.
W latach 1975–1998 kolonia należała administracyjnie do województwa szczecińskiego.